# 大奥斯汀
奥斯汀-圆石城-圣马科斯都会统计区，或简称大奥斯汀，是根据管理和预算办公室的定义，由美国德克萨斯州五个县组成的都会区。该都市区位于德克萨斯州中部，在美国南部的西侧边缘和美国西南部东侧边缘交界处，南与大圣安东尼奥市接壤。
截至2020年美国人口普查，奥斯汀-圆石城-圣马科斯都会统计区是全美国第28大的都市区，总人口为2,352,426人。大都市区包括奥斯汀市—德克萨斯州第四大城市、美国第十一大城市，人口为1,028,220人。奥斯汀较大的郊区城市包括圆石城、锡达帕克、乔治敦、圣马科斯和普夫鲁格维尔。